# 유럽 네덜란드
유럽 네덜란드(네덜란드어: Europees Nederland)는 유럽 대륙에 있는 네덜란드 영토를 가리키는 용어이다. 카리브해에 위치한 네덜란드 왕국의 직할령인 카리브 네덜란드와 구별하기 위해 사용된다.
카리브 네덜란드는 2010년 10월 10일, 네덜란드령 안틸레스가 해체된 뒤에 형성되었으며, 보네르섬과 사바섬, 신트외스타티위스섬으로 구성되어 있다. 카리브 네덜란드는 네덜란드 본토와는 다른 법률 체계를 갖고 있다.